# Кёнигсбергская обсерватория
Кёнигсбергская обсерватория Кёнигсбергского университета (Альбертина) (нем. Sternwarte Königsberg) — прусская астрономическая обсерватория, располагавшаяся на территории современного Калининграда (Россия). В ней работали такие известные астрономы как: Фридрих Вильгельм Бессель, Фридрих Вильгельм Аргеландер и Артур Ауверс. В 1838 году Ф. В. Бессель провел первые научно достоверные измерения годичного параллакса для звезды 61 Лебедя. В конце августа 1944 года обсерватория была уничтожена во время бомбардировок Королевскими военно-воздушными силами Великобритании. Данная обсерватория была внесена в список кодов обсерваторий Центра Малых Планет уже после своего разрушения под названием «Kaliningrad», что создало ошибочное представление о существовании астрономической обсерватории при Калининградском государственном университете (Калининградская обсерватория), чего в реальности нет.

## Приглашение Вильгельма Бесселя
Несмотря на потрясения, связанные с Наполеоновскими войнами, под влиянием министра образования Вильгельма Гумбольдта прусское правительство принимает программу развития университета Кёнигсберга. Она в себя включала и создание обсерватории.
В 1809 году приглашают в Кёнигсберг астронома Фридриха Вильгельма Бесселя. Ему предложили построить там обсерваторию, оснастить её необходимыми инструментами за казённый счёт, а затем возглавить её и еще ставку преподавателя. Он также обеспечивался бесплатным жильём при будущей обсерватории и бесплатным топливом. 27 марта 1810 года Бессель отправляется в Кёнигсберг.

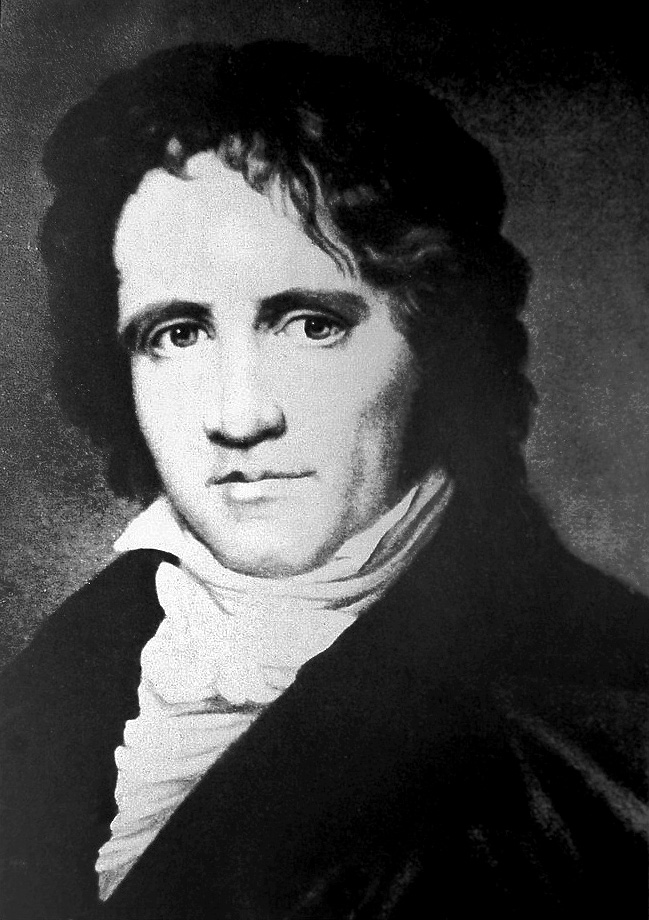
Фридрих Вильгельм Бессель

В Кёнигсберге Фридрих Вильгельм Бессель создал обсерваторию и выполнил самые значительные из своих работ, читал лекции в университете. Именно с Кёнигсбергом были тесно связаны его общественная деятельность и семейная жизнь. Здесь он прожил 36 лет, и здесь он был погребён. Кёнигсберг начала XIX века — провинциальный город Пруссии, с готическим кафедральным собором XIV века, почтенного возраста университетом, морской гаванью Пиллау и старинным рыцарским замком. Изначально Кёнигсбергский университет должен был стать одним из идеологических инструментов в колонизаторской политике бывших рыцарей-завоевателей (тевтонцев). Первые два с половиной века существования университета жизнь университета проходила среди бесплодных религиозно-догматических распрей. Если добавить к этому суровый (по европейским меркам) климат Восточной Пруссии и отдалённость города от основных центров немецкой науки, то становится понятным, почему к началу XIX века Кёнигсбергский университет был в научном отношении одним из наиболее отсталых академических заведений в Прусском государстве. Например, на философском и медицинском факультетах этого университета в то время училось всего 11 студентов, а всего в университете — 332 студента. Обсерватории там тоже не было, что кажется даже немного странным, учитывая, что Кёнигсберг был городом-портом. После подписания же Тильзитского мира прусский король Фридрих Вильгельм III жил в Кёнигсберге, что заставило его присмотреться к нуждам этого города. Приглашение Бесселя как раз и было одним из следствий этого. В Кёнигсбергский университет привлекаются свежие научные силы.
В Кёнигсберге его встретили очень благожелательно. Несмотря на отсутствие педагогического опыта, начало педагогической работы оказалось вполне удачным: лекции читал весьма охотно и при полной аудитории. Но некоторые проблемы всё же были — руководство философского факультета негативно относилось к тому, что у них преподаёт человек без учёных степеней. Бесселю ясно дали понять, что ему нужен диплом. Как и всегда в трудную минуту, Бессель обратился за помощью к своим друзьям — Ольберсу и Гауссу, написав им о своих проблемах. Благодаря им Бессель заочно получил диплом докторской степени философского факультета Геттингенского университета. Эти проблемы были связаны с напряжёнными отношениями между старым консервативным крылом университета и новыми молодыми силами. Зато это способствовало сплочению молодых учёных. Были созданы 2 редколлегии, естественнонаучная и гуманитарная. Естественники выпустили первый том своих трудов в 1812 году под названием «Кёнигсбергский архив естествознания и математики». Бессель написал для этого сборника четыре работы: две по математике и две по астрономии (о Сатурне и «Некоторые результаты наблюдений Брадлея»). Работы Бесселя имели исключительное значение для развития астрономии. Трудно себе представить более полное сочетание гениального теоретика с блестящим практиком; введённые им приёмы наблюдения и их обработки служили непревзойдёнными образцами.

## Создание обсерватории

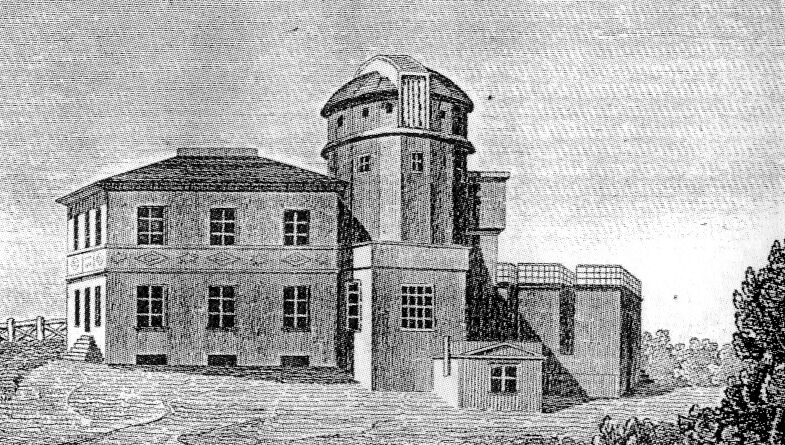
Рисунок Кёнигсбергской обсерватории

Начало строительства обсерватории задерживалось: Бессель приехал в Кёнигсберг с проектом, казавшемся ему неудовлетворительным, не было даже выбрано место для строительства. Выбирал Бессель между двумя местами, он передал бумаги в военное ведомство, где тоже не смогли выбрать и отправили их в Берлин, где они пролежали ещё 6 недель. В итоге место было выбрано — холм Буттерберг, на самой высокой северо-западной части старого городского вала. Строительство шло медленно и неровно. Трудности прежде всего возникали из-за нехватки средств, что неудивительно: страна была разорена недавней войной, огромная контрибуция, которую Пруссия платила Наполеону, опустошала государственную казну, крайне тяжёлым было политическое положение. Летом 1811 года строительство замерло совсем. Он уже начал помышлять о переезде на другое место, но всё-таки осенью 1811 года ему удаётся достать денег, и он решил остаться в Кёнигсберге. Летом 1812 года через Кёнигсберг проезжал Наполеон Бонапарт, пожелавший осмотреть город. Он был поражён тем, что прусский король мог думать о таких вещах (строительстве обсерватории), в такое время. К ноябрю 1813 года обсерватория была построена, и 12 ноября Бессель выполнил там первые наблюдения. Обсерватория была скромной по размерам. В плане здание имело форму креста, слегка вытянутого с востока на запад. В этом направлении длина здания составляла 26 метров, длина «перекладины креста» в направлении север-юг равнялась 18,4 м. Внешний архитектурный облик обсерватории формировали три главных объёма: двухэтажное, почти квадратное в плане восточное крыло размером 12×13 м, одноэтажная «перекладина» шириною 5,8 м и одноэтажное западное крыло размером около 7×8 м. Главный вход располагался в центре восточной стены и вёл в коридор первого этажа. Все помещения обсерватории соединялись между собой, и можно было попасть в любое из них, не выходя наружу. Важнейшей задачей астрономии первых десятилетий XIX века оставалось определение точных положений светил. Под воздействием этой целевой установки формировалась инструментальная база большинства европейских обсерваторий того времени. Главными приборами были «неподвижные» меридианные инструменты (пассажный, вертикальный круг, позже — меридианный круг), служившие для абсолютных определений координат светил, а также «подвижный» телескоп-рефрактор с микрометром для точных дифференциальных измерений малых углов. С помощью рефрактора определялись положения спутников планет, двойных звёзд, наблюдались кометы и астероиды. Эта тенденция отразилась как в первоначальном оснащении Кёнигсбергской обсерватории, так и в последующих приобретениях Бесселя. Фридрих Бессель восторженно говорит о том счастье, которое испытывает, заведуя таким великолепным, полностью удовлетворяющим его желания учреждением. Бесселю удалось собрать много очень хороших инструментов для своей обсерватории, а в последующие годы инструментальные средства обновлялись и совершенствовались. Частично оборудование обсерватории изготовлялось по чертежам Бесселя и послужило прототипом и образцом для всех других обсерваторий этой эпохи. Была также создана очень большая для обсерватории того времени библиотека — на 2650 томов, преимущественно по астрономии, математике и географии. Основная масса книг была написана при жизни Бесселя. Полностью представлены важнейшие периодические научные издания («Всеобщие географические эфемериды», «Ежемесячные корреспонденции», «Журнал теоретической и прикладной математики» и т. д.). Также были книги, являвшиеся библиографической редкостью, например, «О вращениях небесных сфер» Н. Коперника. Библиотека была образцовым книжным собранием подобного рода и свидетельством глубины и разносторонности научных интересов её собирателя.

## Становление нового астрономического центра Европы

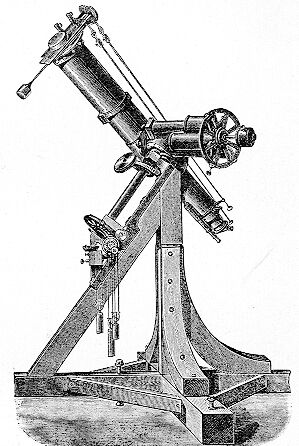
Гелиометр Фраунгофера, установленный в Кёнигсбергской обсерватории

Изначально обсерватория была оснащена малыми инструментами, что значительно ограничивало возможные работы. В первые годы работы Бессель проводит проверку точности координат каталога звезд Джеймса Брэдли, что содержал 3000 объектов. В 1818 году публикует работу «Фундаментальная астрономия» (Fundamenta astronomiae). В 1819 году обсерватория приобретает более крупные инструменты, что позволяют Бесселю с большей точностью измерять координаты звезд. В последующие годы он с высокой точностью определил координаты более 75 000 звезд. С 1820 по 1823 года его помощником был Фридрих Вильгельм Август Аргеландер.
В 1829 году был приобретен гелиометр, позволяющий измерять с высокой точностью расстояния между рядом расположенными звездами. После данной покупки Бессель смог подступиться к проблеме, что была не решаема уже на протяжении 300 лет — измерение параллаксов звезд. Из отдельных работ Бесселя важнейшая состояла в том, что он был одним из первых астрономов, решившем вековую задачу о параллаксе звёзд, о масштабе Вселенной. Вслед за В. Я. Струве, который в 1837 г. впервые определил расстояние до звезды Вега в созвездии Лиры, в 1838 году при помощи гелиометра определил параллакс звезды 61 Лебедя, измерив т.о. расстояние до неподвижных звёзд. Эта звезда оказалась одной из ближайших к Солнечной системе. Выбрал 61 Лебедя Бессель из-за большого собственного движения, что указывало на малое расстояние до неё. Также Бессель разработал теорию солнечных затмений, определил массы планет и элементы спутников Сатурна. Наблюдая в течение ряда лет яркие звезды Сириус и Процион, Бессель обнаружил в их движении такие особенности, которые можно было объяснить только тем, что эти звезды имеют спутники. Но эти спутники настолько слабы по светимости, что их нельзя было увидеть в телескопы. Предположение Бесселя впоследствии подтвердились: в 1862 г. был обнаружен спутник звезды Сириус, а в 1896 г. — спутник Проциона. Бессель, исследуя форму хвоста кометы Галлея, впервые объяснил её направление действием отталкивающих сил, исходящих из Солнца.
Во время работы Бесселя Кёнигсберг стал одним из ведущих исследовательских центров в области астрономии среди Европейских стран.

## Вторая половина XIX века — первая половина XX века

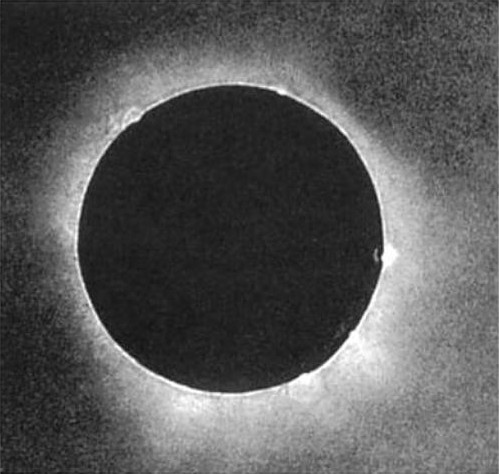
Первая фотография полного солнечного затмения в истории человечества

Первая фотография полного солнечного затмения в истории человечества была получена с использованием технологии дагеротипии в Кёнигсбергской обсерватории 28 июля 1851 года. Её автором стал Берковский (Berkowski), местный дагеротипист и наблюдатель в Королевской обсерватории. Его имя никогда не было опубликовано. Для съемки использовался маленький рефрактор (D=61 мм, F=812мм), что был прикреплен к 15,8-см фраунгоферовскому гелиометру у которого было часовое ведение. Сразу после начала полной фазы затмения была начата 84-секундная экспозиция кадра. Что впоследствии и стало первым снимком солнечной короны. Центр полосы затмения проходил в 30 км западнее Кёнигсбергской обсерватории и продолжительность полной фазы составила 2 минуты 55 секунд.
С 1846 по 1901 года на Кёнигсбергской обсерватории проводились астрометрические наблюдения малых планет главного пояса астероидов.
Ближайший бастион к обсерватории, построенный в 1855—1860 гг, получил название «Штернварте» (нем. Bastion Sternwarte — что переводится с немецкого как «Бастион-Обсерватория»; в советское время утвердилось название «Астрономический Бастион»).
В 1910 году вал Астрономического бастиона был снесен. От бастиона остался только редюит (внутренняя часть) полукруглое двухэтажное сооружение, имеющее мощный кирпичный свод, на нем сохранилось земляное покрытие. Во времена Третьего рейха редюит бастиона принадлежал гестапо.

## Директора Кёнигсбергской Обсерватории
1. 1813—1846   Бессель, Фридрих Вильгельм
2. 1846—1855   Август-Людвиг Буш
3. 1855—1859   Эдуард Лютер и Мориц-Людвиг-Георг Вихман
4. 1859—1887   Эдуард Лютер
5. 1888—1894   Карл-Фридрих-Вильгельм Петерс
6. 1895—1904   Герман Оттович Струве
7. 1904—1919   Ганс Баттерман
8. 1919—1944   Эрих Пжибиллок

## История после разрушения обсерватории

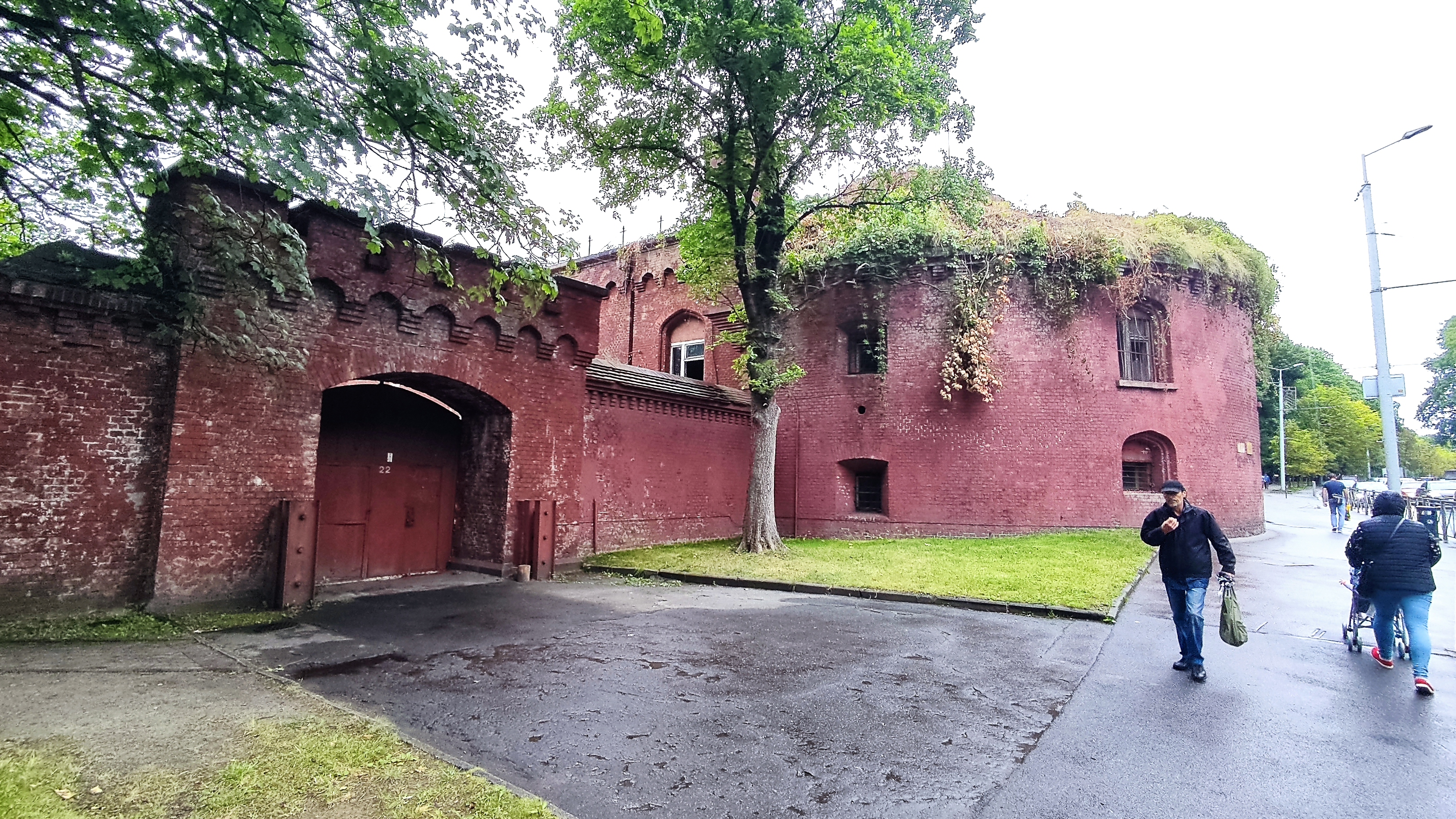
Астрономический бастион, 2021 год

В конце августа 1944 года город Кёнигсберг подвергся массированным бомбардировкам Королевскими военно-воздушными силами Великобритании. В ходе этих налетов был уничтожен Кёнигсбергский университет (80 % построек), Кёнигсбергская обсерватория, памятник Фридриху Вильгельму Бесселю.
Штурм города советскими войсками в ходе Восточно-прусской операции начался 6 апреля 1945 года; особой ожесточённостью отличался бой за форт № 5 «Король Фридрих-Вильгельм III», охранявший северо-западные подступы к городу, что было вблизи места ранее разрушенной обсерватории. «Астрономический» бастион образовывал одну из последних оборонительных позиций фашистских войск. 9 апреля над башней «Дер Дона» было поднято красное знамя, обозначившее конец немецкой истории города. Но Астрономический Бастион сохранился.
По решению Потсдамской конференции северная часть немецкой провинции Восточная Пруссия, вместе со своей столицей Кёнигсбергом, временно была передана Советскому Союзу. Позднее, при подписании договоров о границах Калининградская область полностью признана владениями Советского Союза. 4 июля 1946 года после смерти руководителя СССР М. И. Калинина, Кёнигсберг в его честь был переименован в Калининград.
В послевоенное время (1950—2000 гг) Астрономический Бастион частично использовался облвоенкоматом в качестве сборного пункта призывников, частично разрушен и на этом месте возведен памятник 1200 героям-гвардейцам, павшим при штурме крепости. C 2000 г. по 2008 г. бастион «Штернварте» являлся местом постоянной дислокации калининградского ОМОНа. В марте 2008 года было сообщено, что Бастион «Астрономический» был продан рыбопромышленной компании ООО «Морская звезда», председателем совета директоров которой является депутат Государственной думы от партии Единая Россия Асанбуба Нюдербегов.

## Основные инструменты
- Меридианный круг (D=50mm, F=1000mm) (1813г)
- Меридианный круг Рейхенбаха (F=1300mm) (1813г)
- Экваториальный телескоп (F=330mm) (1813г)
- кометоискатель с коротким фокусом («Kometensucher») (1813г)
- 2 секстанта (1813г)
- Часы (1813г)
- Рефрактор (D=325mm) (1819г)
- Гелиометр Фраунгофера (D=158mm, F=2540mm) (Куплен в 1829г, создан в 1826 году)
- Малый рефрактор (D=61mm, F=812mm) — с помощью него был сделан первый фотоснимок солнечной короны

## Основные достижения в Кёнигсбергской обсерватории
- Точные таблицы рефракции (1818)

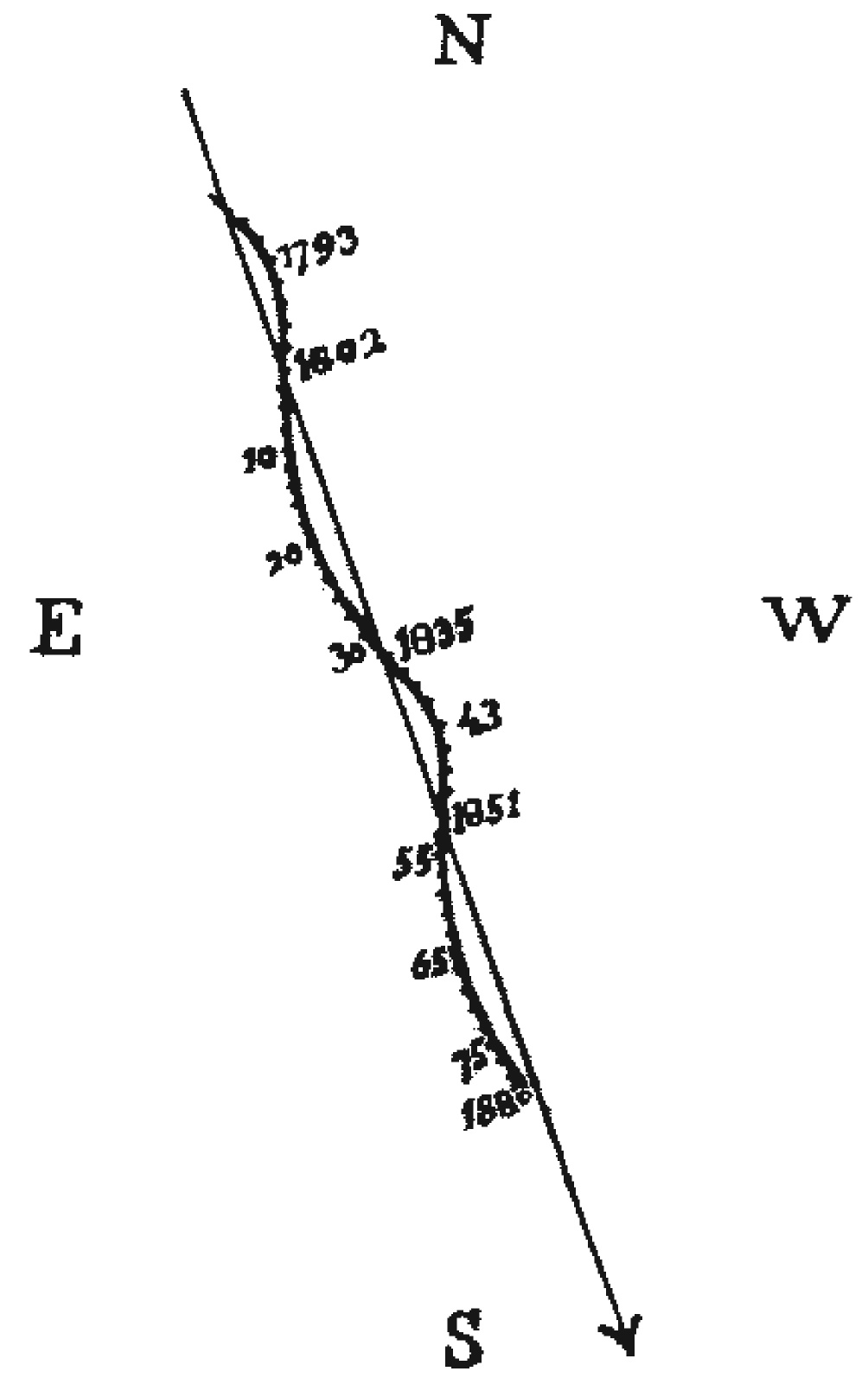
Траектория движения Сириуса по небесной сфере, XIX век

- Переработка каталога Брадлея (1818)
- Составление каталога точных положений для звезд ярче 9 зв. вел., 75 000 звезд от +47 гр до −16 гр по склонению на меридианном круге Рейхенбаха (1821—1833)
- Доказательство отсутствия атмосферы у Луны (по заходу звезд за лимб Луны) (1834)
- Первое научно достоверное определение годичного параллакса звезд на гелиометре Фраунгофера (61 Лебедя, 1838)
- Предсказание наличия не видимых спутников Проциона и Сириуса по наличию отклонений в собственном движении (1844)
- Ввод понятия тропического года — начало года, когда прямое восхождение среднего экваториального Солнца принимает значение 18h 40m
- 28 июля 1851 года — первый снимок полного солнечного затмения в истории человечества
- Артур Ауверс во время работы в обсерватории с 1859 по 1862 год определил элементы орбит невидимых спутников Проциона и Сириуса, которые опубликовал в своей диссертации

## Известные сотрудники обсерватории
- Бессель, Фридрих Вильгельм
- Петерс, Христиан Иванович
- Розенбергер, Отто Август
- Ауверс, Артур Юлиус Георг Фридрих фон

## Адрес
Холм Буттерберг. Ближайший бастион «Штернварте» (Астрономический Бастион) расположен на пересечение ул. Генерал-фельдмаршала Румянцева и Гвардейского проспекта города Калининград.

## Галерея

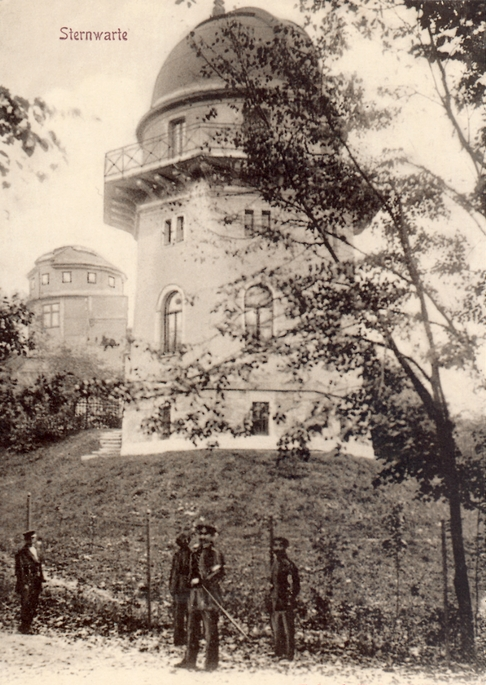
Обсерватория в Кёнигсберге
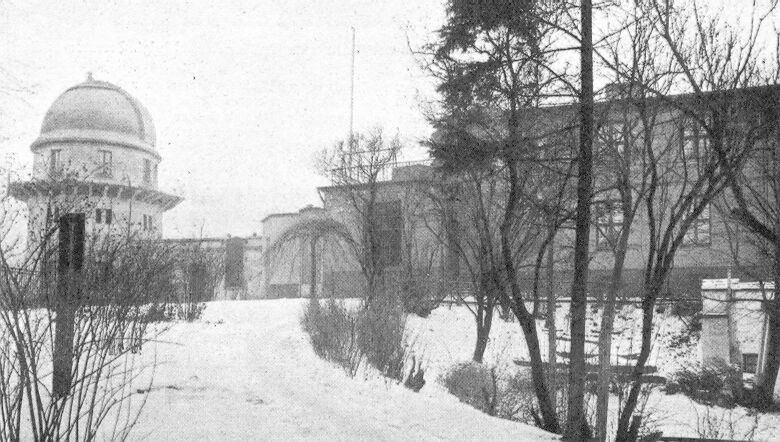
Фотография Кёнигсбергской обсерватории
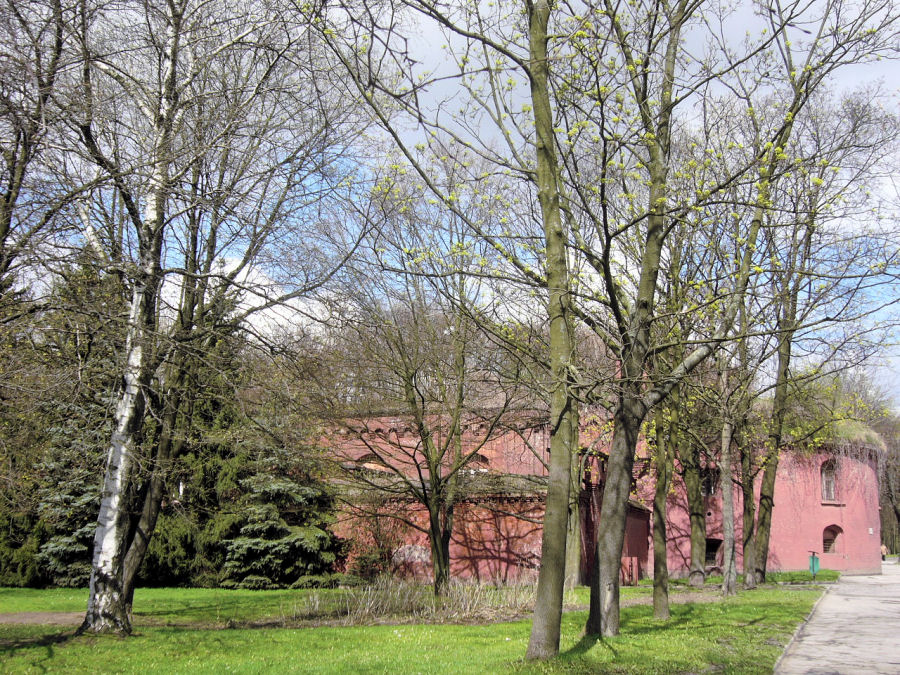
Современный вид Астрономического бастиона